# 佩拉利約

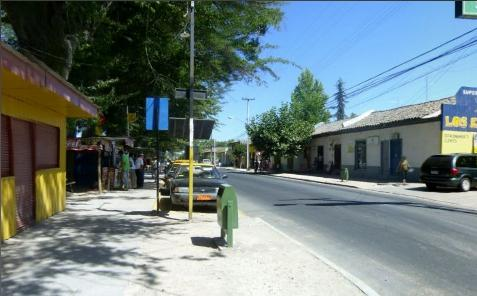

佩拉利約（西班牙語：Peralillo），是智利的城鎮，位於該國中部奧伊金斯將軍解放者大區的科爾查瓜省，面積282.6平方公里，海拔高度125米，2012年人口10,682人，人口密度每平方公里38人。
34°29′15″S 71°29′30″W / 34.48750°S 71.49167°W